# CrashPlan
CrashPlan — программное обеспечение для резервного копирования, позволяющее пользователям операционных систем Windows, Mac, Linux и Solaris осуществлять бэкап своих данных непосредственно на сервер CrashPlan (только при покупке платной подписки), на сторонний компьютер и/или в папку.
Пользователи CrashPlan+ могут получить доступ к своим файлам через браузер мобильного телефона, используя свободно распространяемое приложение для iOS, Android, или Windows Phone 7.

## Основные возможности
- Поддерживается резервное копирование по расписанию[3], а также программа может осуществлять мониторинг файловой системы[4].
- Перед передачей файлы шифруются с использованием криптоалгоритма Blowfish с 448-битным ключом[5].
- Поддерживается копирование заблокированных файлов при помощи VSS[6].
- Поддерживается копирование зашифрованных дисков[7].
- Поддерживается сохранение настроек клиентского приложения в облаке[8].
- Имеется возможность защитить паролем доступ к приложению, а также задать свой ключ шифрования для данных[9].

## Особенности использования
Crashplan предоставляет услуги по кратковременному хранению актуальных пользовательских файлов, но не предназначен для долгосрочного архивирования. Ограничение на время ранения и формат сохраняемых файлов позволяет эффективно использовать Crashplan в качестве системы контроля версий рабочих файлов, но создаёт риски для пользователей использующих сервис для хранения "исторических" архивов. Компания неоднократно подвергалась критике за то, что не предпринимает достаточных усилий для того, чтобы уведомить пользователей о рисках возникающих при изменении правил использования сервиса.
Весной 2019 году, в правила были внесены изменения касающиеся хранения виртуальных дисков, что привело к утрате пользовательских данных (например, виртуальных дисков формата .sparseimage ) 
Осенью 2021 года, были изменены правила хранения "исторических" архивов, что привело к удалению файлов отсутствовавших на пользовательских устройствах более 90 дней.